# Garde (Karneval)
Eine Garde im karnevalistischen Sinn (Karnevalsgarde, Faschingsgarde, Fastnachtsgarde) kann sein:
1. eine Gruppe, die das Militär persifliert,
2. eine Tanzgruppe.

Garden sind vielerorten ein wichtiger Bestandteil, sowohl beim Sitzungskarneval als auch bei den Rosenmontagszügen.

## Bezeichnung
Zum Begriff Garde selbst siehe hier. Speziell im rheinischen Karneval werden Garden der ersten Art auch als Funken bezeichnet. Die diesen Garden angeschlossenen Tänzerinnen heißen Tanzmariechen, im rheinischen Karneval auch Funkenmariechen.

## Geschichte
Karnevalsgarden entstanden als Persiflage auf das Militär. Sie kamen auf mit dem Wiederaufleben des Straßenkarnevals in den 1820er und 1830er Jahren. Die erste derartige Garde waren die Kölner Rote Funken. Auch in anderen Städten bildeten sich in der Folge entsprechende Gruppen, so in Mainz im Jahr 1837 die Mainzer Ranzengarde. Uniformen und Organisation orientierten sich dabei meist an historischen Vorbildern, in der Regel aus dem 17. bis 19. Jahrhundert.
Diese Militärpersiflage ist nicht zu allen Zeiten auf Gegenliebe gestoßen, sei es, dass sie als „unpatriotisch“ betrachtet wurde, sei es, dass man Militarismus unterstellte. So waren etwa in den Anfangsjahren nach dem Zweiten Weltkrieg Karnevalsumzüge von den Alliierten Besatzungsmächten verboten worden, weil man die Karnevalsgarden als militaristisch deutete.
Weibliche Tanzgarden dagegen sind relativ neu. Die erste, die Blaue Tanzgarde der KG Möbelwagen Stuttgarter Karnevalgesellschaft e. V., wurde 1947 gegründet. Sie haben ihren Ursprung im Revuetanz der 1920er und 1930er Jahre.
Ende 2007 wurden die Kölner Rote Funken der weltweit erste nach der internationalen Qualitätsnorm ISO 9001:2000 zertifizierte Karnevalsverein.

## Organisation
Karnevalsgarden sind heute üblicherweise als eigene Vereine organisiert. Garden können auch Abteilungen innerhalb von Karnevalsvereinen bilden. Vor allem bei Tanzgarden ist dies häufig der Fall. Auch militärpersiflierende Garden haben in der Regel eine Tanzgarde als Abteilung.
Diejenigen Garden, welche das Militär persiflieren, orientieren sich in ihrer Organisation meist am historischen Vorbild. So gibt es eine Infanterie, Artillerie, Kavallerie oder Sappeure. Eine wichtige Rolle spielen die gardeeigenen Musikkorps sowie die Tanzgarden. Speziell im Rosenmontagszug kommt oft noch eine sogenannte Feldapotheke hinzu.
Viele Garden nehmen an Turnieren teil. In ganz Deutschland qualifizieren sich Garden bei Turnieren für das nord- und das süddeutsche Halbfinale. Beim Halbfinale können sich die Garden für die Deutsche Meisterschaft im karnevalistischen Tanzsport qualifizieren. Die Erste Liga wird vom Sachverband Bund Deutscher Karneval (BDK) ausgerichtet. Die Deutsche Meisterschaft im karnevalistischen Tanzsport 2023 wurde in den fünf Disziplinen Tanzmariechen, Tanzpaare, Tanzgarden, Gemischte Garden (nur Aktive) sowie Schautanz in den Altersklassen Jugend, Junioren und Aktive durchgeführt.

## Uniformen
Obwohl prinzipiell jede Garde frei ist in der Gestaltung ihrer Uniformen, orientieren sich viele Garden doch stark an historischen Vorbildern. Insbesondere Uniformen aus dem 17. bis 19. Jh. werden oft detailgetreu nachgebildet, nicht selten in aufwendiger Handarbeit.
Entsprechend den historischen Rängen und Truppenteilen unterscheiden sich auch die Uniformen innerhalb einer Garde. Allerdings sind die Uniformen der Tänzerinnen in den Tanzgarden durchweg Phantasieuniformen, da es entsprechende „Truppenteile“ in historischen Armeen nicht gab, auch wenn sich die Uniformen meist an historische Vorbilder anlehnen.

### Ehrengardist
In einigen Garden werden die Gardisten nach langjähriger Tätigkeit oder durch besondere karnevalistischen Leistungen zum Ehrengardist ernannt. Sie wirken im Allgemeinen weiterhin aktiv in ihrer Garde mit. An ihrer Uniform sind sie durch eine entsprechende Plakette erkennbar.

## Garden im Sitzungskarneval

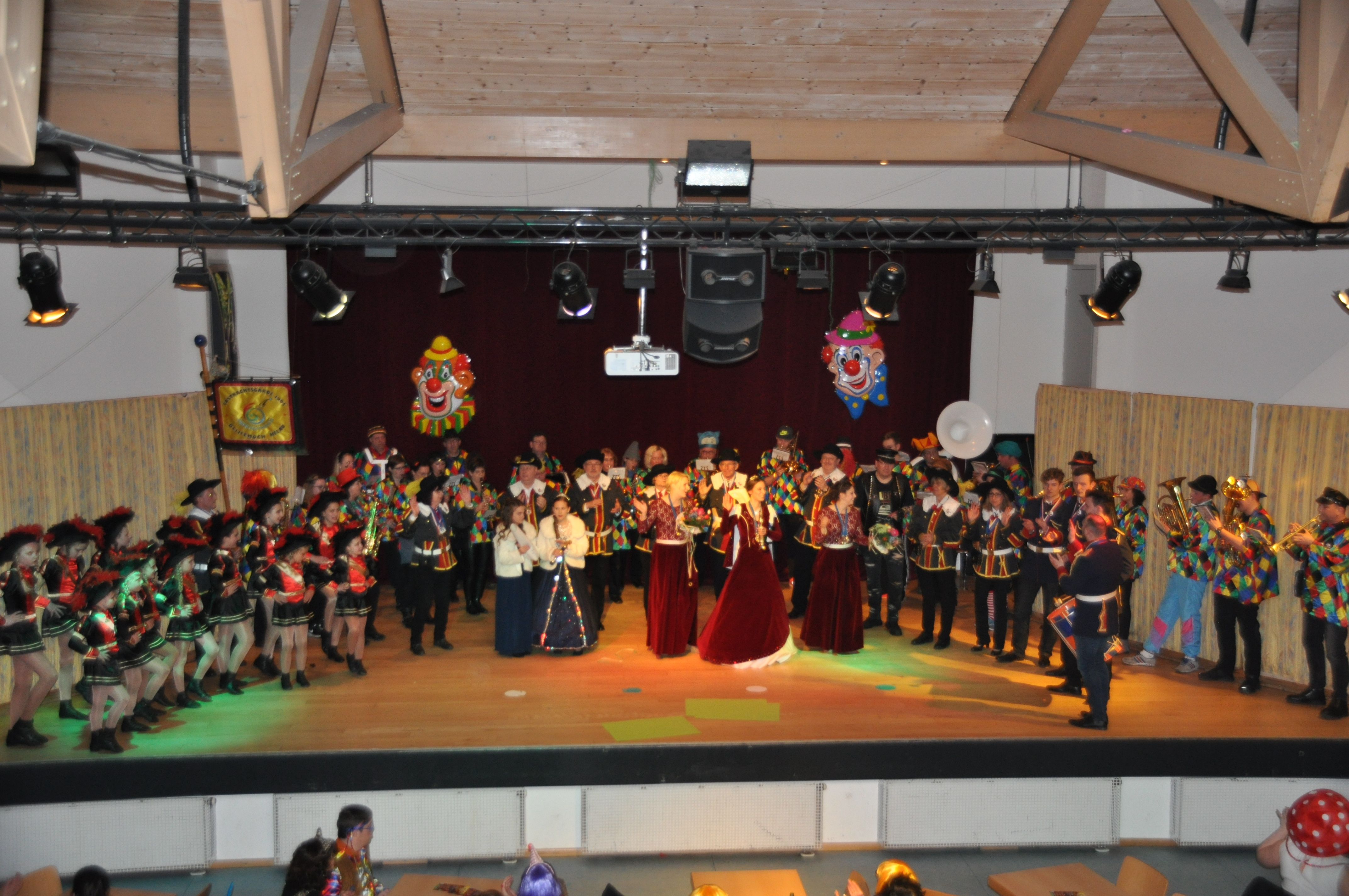
Fastnachtsgarde von 1995 der Fastnachtsgemeinschaft Beselich-Obertiefenbach (FGO) am Rosenmontag 2018

Es liegt in der Natur der Sache, dass die Militärgarden mit ihren oft zahlreichen Mitgliedern und ihrer umfangreichen Ausstattung im Sitzungskarneval nur begrenzt zum Zuge kommen. Auf den Bühnen und in den Sälen mit ihrem begrenzten Platzangebot ist kaum Raum für Pferde oder größere Personenzahlen.
Deshalb nehmen im Sitzungskarneval üblicherweise auch immer nur eine ausgewählte Anzahl von Gardemitgliedern teil. Üblicherweise gehören dazu auch Mitglieder der Tanzgarde. Oft tritt auch nur ein besonderes Tanzpaar auf, bestehend aus dem Tanzmariechen und einem Tanzoffizier. Manche Garden verfügen auch über Kindertanzgruppen, die bei solchen Gelegenheiten ebenfalls zum Einsatz kommen, z. B. die Kölner Blauen Funken.
Neben Tanzvorführungen gehört die Parodie militärischer Rituale zum Programm, so etwa in Köln das bekannte „Stippeföttche“, bei dem zwei Gardisten ihre Hintern aneinander reiben.

## Garden in den Karnevalsumzügen
Zu den wichtigsten Betätigungsfeldern der Karnevalsgarden gehören die Karnevalszüge. Diese bilden den Höhepunkt der Session. Hier kann in aller Regel auch eine größere Zahl von Teilnehmern mitmarschieren. Die verschiedenen Abteilungen können sich präsentieren, einschließlich Musikkorps und Tanzgarden. Auch können Reiter und eigene Karnevalswagen mitgeführt werden.
Eine besondere Rolle spielt dabei die sog. Feldapotheke. Dabei handelt es sich um einen speziellen Wagen, der der Versorgung der Gardisten während des Umzuges, z. B. mit Wurfmaterial dient.
Eine weitere Besonderheit ist die Kamellekanone, ein Geschütz, welches dem Verschießen größerer Mengen von Bonbons (rheinisch „Kamelle“) dient. Ähnlich hierzu gibt es die Konfettikanone, die Konfetti verschießt. Von derartigen „Bewaffnungen“ beziehen Karnevalsgarden bzw. deren Abteilungen ihre Bezeichnung als Artillerie.